# Kuusisaari (ö i Lappland, Östra Lappland, lat 67,15, long 27,22)
Kuusisaari är en ö i Finland. Den ligger i vattendraget Kitinen och i kommunen Pelkosenniemi i den ekonomiska regionen  Östra Lapplands ekonomiska region  och landskapet Lappland, i den norra delen av landet, 800 km norr om huvudstaden Helsingfors. Öns area är 1,4 hektar och dess största längd är 280 meter i öst-västlig riktning.